# Bhaishajyaguru
 (juillet 2022).
Bhaishajyaguru (IAST: Bhaiṣajyaguru) (ch : Yàoshīfó 藥師佛 ; ja : Yakushi ; ti : Sangye Menla), « Maître guérisseur » ou Bouddha de médecine,, est l’un des bouddhas mahāyāna du passé, devenu une émanation de Shakyamuni spécialisée dans les guérisons matérielles et spirituelles et la protection contre les calamités. Son nom complet est Bhaişajyaguruvaidūryaprabha, « Maître guérisseur à la lumière de lapis-lazuli ». 

## Origine et développement

### Bouddhisme et guérison
L'idée de guérison est étroitement liée au bouddhisme: dès ses débuts, on trouve l'idée que Siddartha Gautama, le bouddha historique, guérit les maux, car il propose aux hommes de guérir en s'examinant pour prendre conscience de la racine de leurs problèmes, et en adoptant alors d'autres comportements qui peuvent leur amener paix et joie. D'ailleurs, il est fréquent dans les sutra que l'on assimile le Bouddha à un médecin, les disciples à des malades, le Dharma à un médicament, l'application des enseignements à la prise du médicament, et le nirvana à la guérison totale et finale des maux dont les êtres sont accablés dans le cycle des vies et des renaissances, y compris des maladies au sens propre,. 

### Antécédents à Bhaishajyaguru
Le Mahâyana développe une manifestation du Bouddha qui l'associe explicitement au médecin par excellence. On en a une allusion dans le Sûtra du Lotus, avec deux bodhisattvas répondant au nom de Bhaiṣajyasena et Bhaiṣajyarāja. Mais le Bouddha dont le vœu originel va se décliner en douze points — le vœu de guérir les êtres de tous leurs maux étant un des principaux — apparaît dans le Bhaiṣajyaguru-sūtra,. Toutefois, les origines de Bhaishajyaguru restent discutées. La présence des deux bodhisattvas mentionnés dans le Sûtra du Lotus, tout comme les similitudes que présente le Bouddha de médecine avec d'autres bouddhas dits « célestes », comme Amitâbha et Akshobhya, laissent penser qu'il a pu y avoir une influence de cultes rivaux. Ainsi, il est possible que Bhaiṣajyaguru se soit affirmé face à Amitābha, car celui-ci apporte simplement au monde le salut, mais n'aide guère les êtres dans leur quotidien si bien que l'on se serait bientôt tourné vers Bhaishajyaguru.

### Le maître des remèdes
Selon Paul Magnin, la figure de Bhaishajyaguru en tant que bouddha indépendant apparaît vers le IIIe siècle de notre ère, dans le nord-ouest de l'Inde et en Asie centrale, et ce personnage va être vénéré comme le « maître aux remèdes ». Très vite on lui attribue la Terre pure de l'Est appelée « Plaisir » (Abhirati), une Terre sur laquelle régnait précédemment le bouddha Akshobhya.
Bhaishajyaguru deviendra en fait un des principaux bouddhas du Mahâyâna, et sa carrière de bodhisattva est décrite dans Bhaiṣajyaguru-sūtra, un texte qui liste ses douze vœux, dont deux expriment spécifiquement son désir de guérir et de sauver, et décrit sa Terre pure. Il devint bouddha dans un monde nommé Vaidūryanirbhāsa (« Semblable au lapis-lazuli »). Du nom de ce monde dérive aussi le nom de « Tathâgata de la lumière de lapis-lazuli ». Bhaishajyaguru est donc un symbole de lumière, et il siège dans sa Terre entouré de deux bodhisattavas liés au monde des astres: à sa gauche, Sūryaprabha — ou Suryagupta — (« Qui a l'éclat du soleil »), et à sa droite Candraprabha — ou Candragupta — (« Qui a l'éclat de la lune ») à sa droite, chacun de ces deux bodhisattvas tenant dans une main son astre. Ces deux bodhisattvas servent le bouddha-
Symbole, mais aussi source de lumière, Bhaiṣajyaguru se révèle particulièrement efficace en cas de maladies liées à la vue.
Comme Akshobhya, Bhaiṣajyaguru réside donc dans une Terre pure (le Vaiḍūryarnibasa) située à l'est,.  Celle-ci peut former une paire avec celle d'Amitābha, appelée Sukhāvatī et située à l'ouest. La Terre pure d’Amitābha est d’ailleurs mentionnée dans le Bhaiṣajyaguru sūtra.

### Les acolytes du Bouddha de médecine

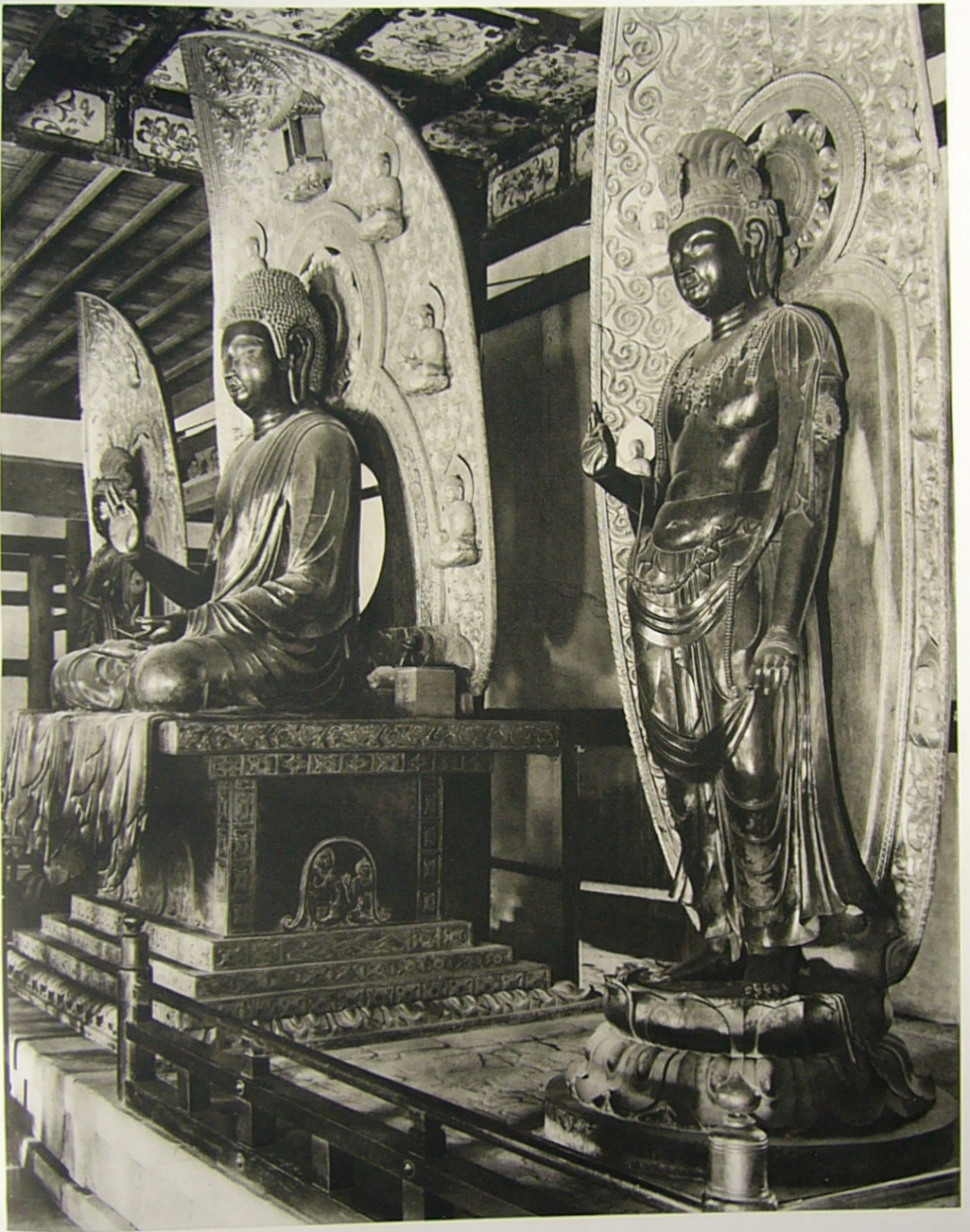
Yakushi Nyorai, (H. 255 cm), entouré de Suryagupta et Candragupta (H. 318 cm). Temple de Yakushi-ji, Nara. Début du VIIIe siècle. Photo de 1942.

Rapidement, dans le développement de son culte, Bhaśajyaguru s'est vu entouré de personnages. D'une part, il a été divisé en une série de huit bouddhas de médecine (aṣṭa-bhaśajyaguru), Il s'agit de sept corps d'émanation de Bhaśajyaguru, correspondant aux sept modalités ou fonctions de guérison et de protection auxquels vient s'ajouter le Bouddha principal, Siddartha Gautama. Toutefois, aucun des sept premiers bouddha ne fait l'objet d'un culte individuel.
Leurs noms varient selon les sources, mais le Sapta tathāgata-Pūrva praṇidhāna viśeṣa vistara (« Sûtra du vœu des sept tathāgatas ») donne les suivants: Bouddha Renom Glorieux des Signes Excellents ; Bouddha Roi de l'Or, Excellent et Immaculé ; Bouddha Joyeux Radieux qui Exauce les Vœux ; Bouddha Précieux Roi du Son Mélodieux ; Brillante Radiance de Capacité ; Bouddha Roi Gloire Suprême qui Libère des Souffrances ; Bouddha Océan Mélodieux du Dharma Proclamé ; Bouddha Roi de la Claire Lumière Océan de Sagesse du Dharma. Quelquefois Siddharta Gautama s’ajoute au groupe, qui forment l'ensemble des huit bouddhas médecins, correspondant aux fonctions de guérisseur de Bhaśajyaguru.
D'autre part, on note différents bodhisattvas, dieux et autres personnages qui l’aident à combattre les maladies. Tout d'abord seize boddhisatvas masculins et féminins. Ensuite, dix dieux et quatre Grands Rois des directions; enfin douze généraux en armure des yakṣa qui combattent les maladies au nom de leur chef,,. Chacun de ces généraux chacun sous ses ordres sept mille soldats[réf. souhaitée].

## LeBhaiṣajyaguru-sūtra
Le sûtra a sans doute été écrit en Inde du Nord, dans les premiers siècles de notre ère, et il présente les vœux, les qualités et la Terre pure du Bouddha 
de médecine.

### Les douze grands vœux
Le Bouddha de Médecine a formulé douze « grands vœux ».  

#### Résumé
Ci-dessous, la synthèse de chaque vœu, donnée par Philippe Cornu.
1. Répandre sa lumière dans d'innombrables mondes et rendre les autres égaux à lui.
2. Illuminer tous les êtres plongés dans les ténèbres.
3. Combler les besoins de chacun avec équanimité.
4. Ramener les égarés dans la voie du Mahâyâna.
5. Amener ceux qui ont foi en lui à suivre la discipline.
6. Guérir tout être souffrant d'infériorités physiques ou d'affections mentales.
7. Guérir tout malade du corps ou de l'esprit, pourvoir en amis, famille et foyer ceux qui en sont privés et les guider vers l'Éveil.
8. Faire que les femmes, défavorisées, renaissent hommes jusqu'à l'Éveil. (La distinction de genre sur ce vœu est possiblement un rajout monastique lors des différentes traductions copies antiques. Les Bouddhas font en sorte d'aider les gens, et de leur procurer des conditions favorables adaptées à chacun. Il y a des soutras ou des moines sont tancés pour enseigner à des femmes de vouloir renaitre homme, et ou il est enseigné que le chemin est tout aussi possible pour les femmes que pour les hommes. Les manifestations féminines de l'éveil sont des manifestations tout aussi puissantes et bénéfiques que les manifestations masculines.)
9. Protéger les êtres de l'illusion, leur montrer la vue juste et la voie des bodhisattva vers l'Éveil.
10. Sauver ceux qui sont en détresse, emprisonnés ou condamnés à mort.
11. Nourrir les affamés, abreuver les assoiffés.
12. Procurer des vêtements aux êtres nus ou indigents.

#### Formulation complète
Chacun des vœux commence par « Je formule le vœu que, dans ma prochaine vie, lorsque j’atteindrai le Parfait Éveil Inégalé (Anuttara samyak sambodhi...) »,
1. « Je formule le vœu que, dans ma prochaine vie, lorsque j’atteindrai le Parfait Éveil Inégalé, mon corps puisse briller d'une lumière éclatante qui illuminera des mondes sans mesure, innombrables et illimités. Mon corps sera orné des trente-deux traits héroïques et des quatre-vingts caractéristiques subsidiaires, et je permettrai à tous les êtres de devenir comme moi.
2. « Je formule le vœu que (...) mon corps puisse être comme du cristal transparent de l’intérieur à l’extérieur, pur et sans aucune tache, avec une lumière gigantesque, dans la majesté de sa vertu, assis sereinement, orné d’un filet en flammes, plus brillant que le Soleil et la Lune, et que tous les êtres de l’obscurité puissent être instruits et éclairés, construire librement leur cause en guise de leur souhait. »
3. « Je formule le vœu que (...) je puisse accorder par une sagesse illimitée et des moyens habiles, à tous les êtres sensibles, les objets inépuisables dont ils auront besoin de sorte que rien ne leur manquera. »
4. « Je formule le vœu que (...) je puisse conduire ceux qui sont sur les chemins hétérodoxes vers la demeure tranquille sur le chemin de l’Éveil (Bodhi) ; et ceux qui pratiquent le véhicule des auditeurs (Shramana) et des éveillés tout seuls (Pratyekabuddha) à se tenir fermement sur le Grand Véhicule (Mahâyâna) des Bodhisattvas. »
5. « Je formule le vœu que (...) si d’innombrables êtres pratiquent l’action pure (brahmique) je puisse les aider à ne violer aucune loi morale et à observer les trois groupes de commandements, et s’il leur arrive de commettre des violations, une fois qu’ils entendront mon nom, ils redeviendront purs et ne tomberont pas dans de mauvaises existences. »
6. « Je formule le vœu que (...), si des êtres sensibles ont un corps imparfait, et les organes de cinq sens sont en manque, ou ils sont laids, stupides, aveugles, sourds, muets, boiteux, bossus, lépreux, lunatiques, ou souffrent de toutes les maladies, quand ils entendront mon nom, tous regagneront leurs apparences normales et deviendront intelligents, avec les organes de cinq sens intacts et sans maladies ni souffrances. »
7. « Je formule le vœu que (...) si des êtres sensibles sont tourmentés par les maladies, sans soins ni refuge, sans médecin ni médicament, sans proches ni famille, pauvres et misérables, une fois que mon nom atteindra leurs oreilles, tous seront complètement libérés des maladies, paisibles et joyeux du corps et de l’esprit, ils auront des proches familiaux et des biens à profusion, et atteindront même le suprême Éveil du Bouddha. »
8. « Je formule le vœu que (...) si des femmes sont tourmentées par la centaine de souffrances du sexe féminin, elles en ont extrêmement assez et sont désireuses de quitter le corps féminin, quand elles entendront mon nom, elles seront toutes transformées en hommes et auront la belle apparence des grands hommes, lors de leur prochaine renaissance, jusqu’à atteindre même le suprême Éveil du Bouddha. »
9. « Je formule le vœu que (...) je puisse sortir tous les êtres des filets démoniaques de Māra, les libérer des jougs et des ligotages des cultes dissidentes. S’ils tombent dans la dense forêt des fausses doctrines, je les guiderai et les mènerai vers les Nobles Vérités, les conduira graduellement à pratiquer les conduites de Bodhisattva et à obtenir très vite le suprême Éveil du Bouddha. »
10. « Je formule le vœu que (...) si des êtres sensibles sont prévenus d’une violation par la loi royale, sont ligotés et fouettés, enfermés enchaînés en prison, ou condamnés à la sentence capitale, persécutés et insultés d’innombrables désastres, affligés et soufferts par la tristesse et l’angoisse, troublés par le corps et l’esprit, quand ils entendront mon nom, je puisse les libérer de toutes les souffrances et ennuis avec la force majestueuse de mes bénédictions et vertus.»
11. « Je formule le vœu que (...) si des êtres sensibles sont tourmentés par la faim et la soif, ou ils ont commis de mauvaises actions afin d’obtenir de la nourriture, lorsqu’ils entendront mon nom ils l’accepteront et y penseront attentivement, alors je leur ferai d’abord manger et boire amplement avec de la nourriture de meilleure qualité, et puis je les mènerai vers une vie tranquille et paisible en leur faisant goûter la saveur du Dharma. »
12. « Je formule le vœu que (...) si des êtres sensibles sont pauvres et sans vêtements, tourmentés jour et nuit par des moustiques et taons, par le froid et le chaud, quand ils entendront mon nom ils l’accepteront et y penseront attentivement, alors ils recevront les vêtements merveilleux de tous genres, ainsi que des ornements précieux, des couronnes de fleurs, de l’eau de parfum, des tambours et d’autres instruments de musique, ils obtiendront tout ce qu’ils voudront dont ils pourront se réjouir de leur plein gré. »

## Iconographie

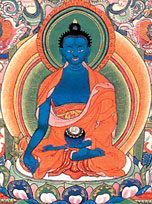
Le Bouddha de médecine. Tibet, XVIIe siècle. Parmi ses caractéristiques: le corps bleu (couleur du lapis-lazuli) et le vase contenant des médicaments dans la main gauche, tandis que la main droite fait la mudra de Varada (le don).

Le bouddha Bhaişajyaguru est le plus souvent représenté avec le corps bleu (couleur de lapis-lazuli), assis en robe de moine, tenant une jarre ou un bol de potion dans sa main gauche dont la position évoque la mudrā de méditation, et dans la droite étendue en geste de don, une branche d’arura (terminalia chebulla). Il peut être accompagné des bodhisattvas Sūryaprabha (Nikko, Rìguāng) « lumière solaire » et Candraprabha (Gakko, Yuèguāng) « clarté lunaire », ou des Douze généraux. En Chine il apparaît parfois avec Shakyamuni et Amitābha, ou comme ce dernier, accompagné d’Avalokiteśvara et de Mahasthamaprapta (Mahāsthāmaprāpta) ; il peut également n’être représenté que par le symbole d’une jarre ou d’une pagode.
Il existe différents types de mandalas de Bhaiṣajyaguru. Le mandala complet comprend les rois des quatre directions, les Douze généraux, les Huit bouddhas médecins, différents bodhisattvas, des déités hindoues telles Brahmā, les patriarches des lignées des écoles de médecine tibétaine (dont le cinquième dalaï-lama), ainsi que des médecins éminents et des disciples. Bhaiṣajyaguru y apparait au centre de Sudarśana, la cité de la médecine, assis sur un trône décoré de pierres précieuses.

## Culte

### En Chine
En Chine, il est révéré au début du VIIe siècle, sous la dynastie Tang, lorsque Xuanzang (602 – 664), qui lui donne d'abord le nom de Tathāgata, traduit ses sutras. Il est révéré pour ses vertus de guérisseur et de protecteur contre les calamités. Le rite le plus courant consiste à lire 49 fois son vœu, à allumer 49 lampes votives et à étendre 49 jours de suite des drapeaux de prières en papier. Il existe très peu de temples qui lui sont exclusivement consacrés. Le groupe des huit bouddhas médecins, ses sept émanations accompagnées de Shākyamuni, peut être remplacé par un autre groupe comprenant Manjushri, Maitreya, Avalokiteśvara, Mahāsthāmaprāpta, Akṣayamati, Ratnacandanapuṣpa, Bhaiṣajyarāja, et Bhaiṣajyasamudgata.

### Au Japon

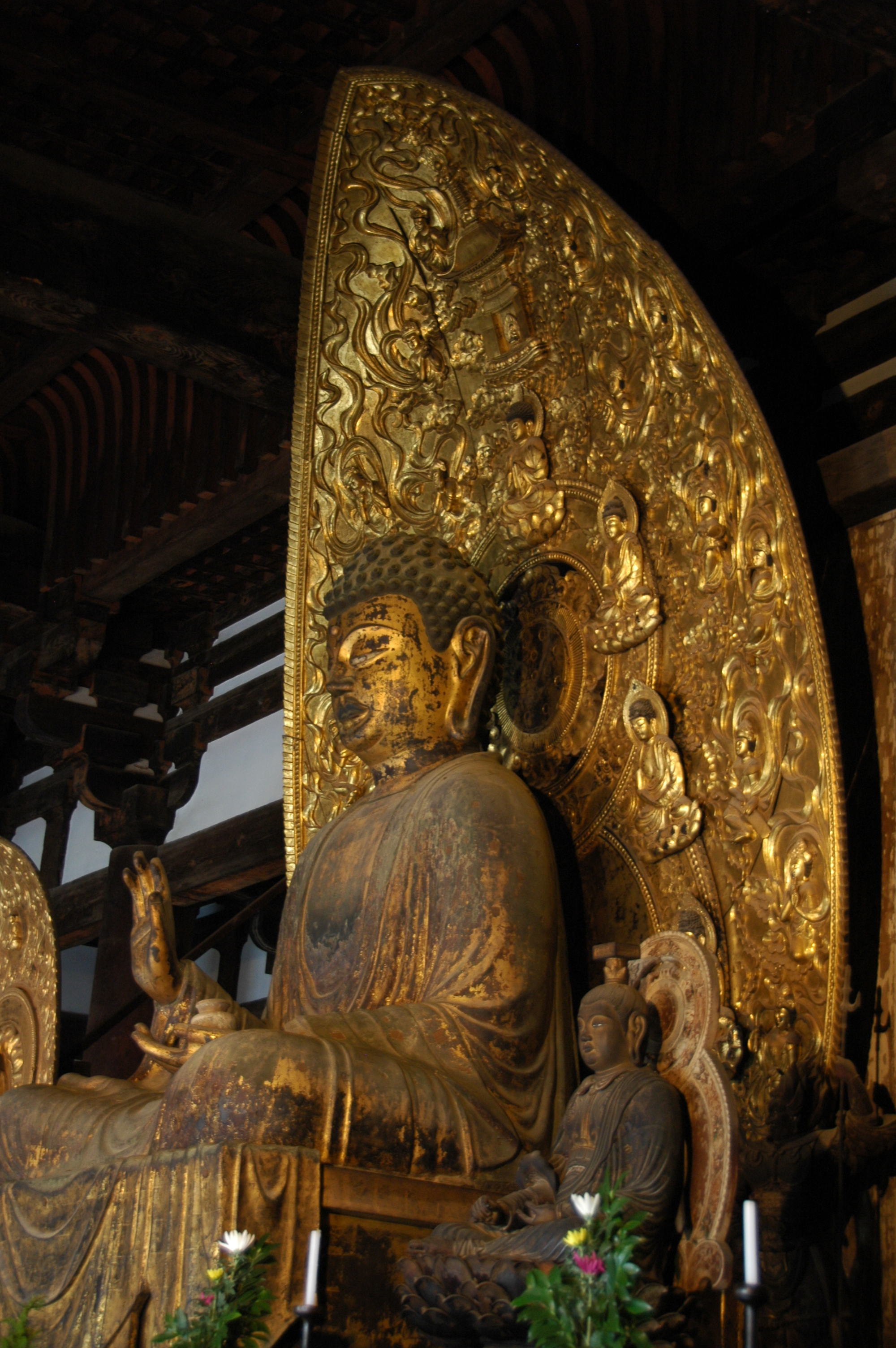
Yakushi avec à sa gauche Manjushri. Le bouddha tient le pot de remède dans sa main droite, et la main gauche forme la mudra de labhaya (la non crainte). Salle dorée de l'est (東金堂, tōkon-dō Kōfuku-ji, Nara.

Yakushi Nyorai fait l’objet d’un culte important depuis le VIIe siècle au Japon, où il a supplanté Akṣobhya (Ashuku). Se trouvant à l'est, il représente plutôt le soleil levant, la vie, tandis qu'Amida qui est à l'ouest est relié au soleil couchant et au monde des morts. Patronné par l’école Tendai qui entretenait des relations étroites avec la famille impériale, ce bouddha maître de l'Orient fut associé à l’empereur. Il a parfois été identifié à Jizo. Il est le septième des treize bouddhas de la tradition du bouddhisme shingon, et en tant que tel se voit associé aux rites funéraires qui ont lieu 49 jours après le décès. 
Dans les représentations, et les mandalas particuliers qui lui sont consacrés, il est assisté par Nikko, le boddhisattva de la lumière solaire et Gakko, de la lumière lunaire. Il est aussi protégé et servi par douze généraux célestes, des yakshas qui peuvent avoir plusieurs significations, comme les heures, les mois, les directions, etc. Néanmoins il ne figure pas sur les mandalas taizōkai et kongōkai, car son culte n’est pas d'origine tantrique. 
Parmi les nombreux temples qui lui sont consacrés, le plus célèbre est le Yakushi-ji de Nara. Dans cette même ville, le Hōryū-ji et le Tō-ji abritent également une statue du Bouddha de la médecine, celle du Hōryū-ji datant du milieu du VIIe siècle.
Son mantra court : « On koro koro sendari matongi sowaka (jap.) / Om huru huru candâli mâtàngi svâhâ (skt.) ». Sa syllabe germe (bīja) : « Bhai ».

### Au Tibet

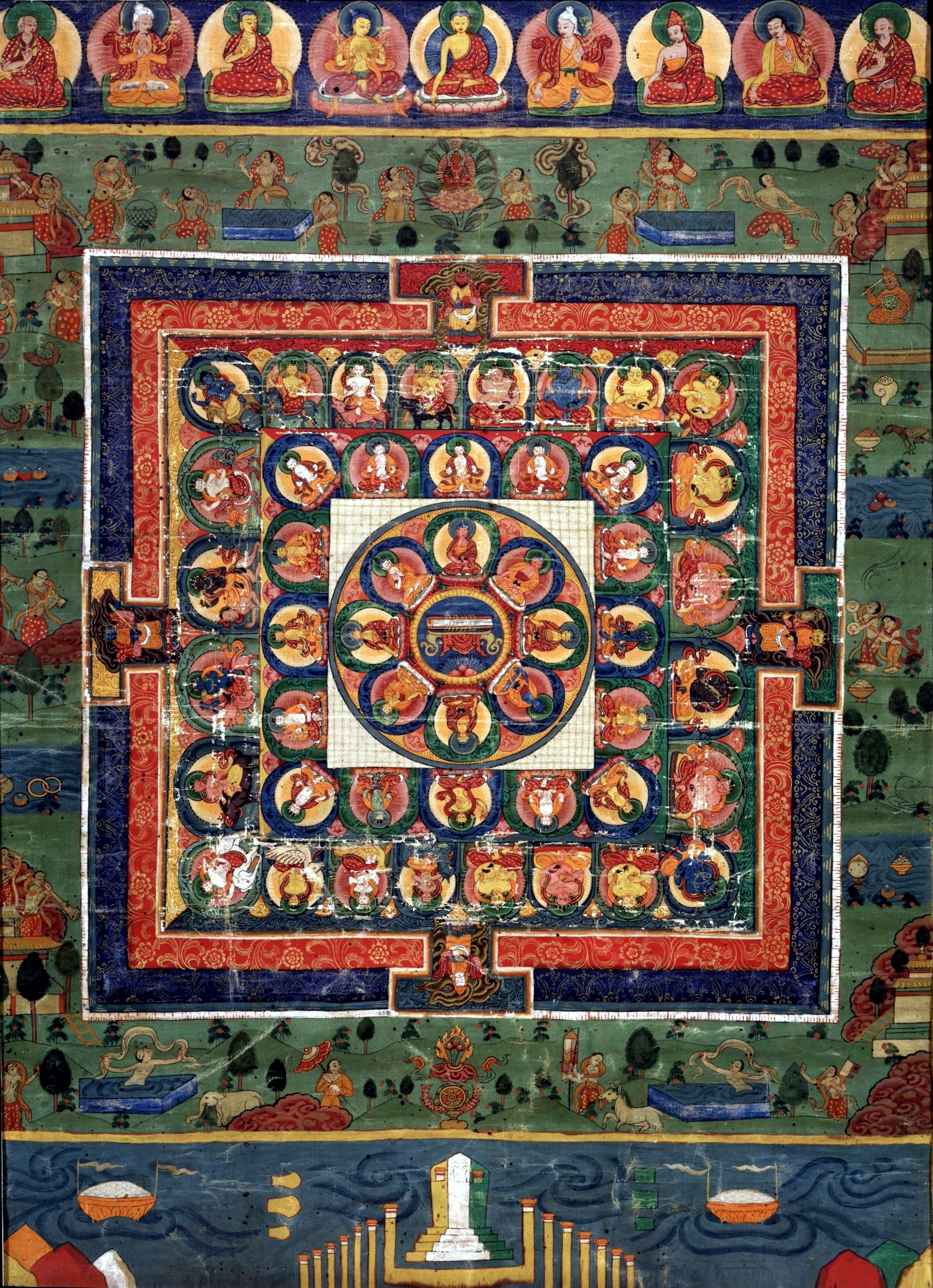
Mandala peint de Bhaisajyaguru, bouddha de la médecine, avec Prajnaparamita, la déesse Prajnaparamita au centre, XIXe siècle, Bhoutan, Rubin Museum of Art.

Contrairement au Japon, on trouve au Tibet des mandalas de Bhaişajyaguru. Son image peut servir de support de méditation pour vaincre l’attachement et les sentiments négatifs.
Le Bouddha de Médecine (tibétain: Sangyé Menla) est une divinité tantrique du bouddhisme tibétain. Une lignée de méditation tantrique de Sangyé Menla a été introduite au Tibet au VIIIe siècle par Shantarakshita,. Cette méditation a été synthétisée au XIXe siècle par Jamgon Kongtrul Lodrö Thayé. Son mantra est considéré comme ayant une grande force contre les maladies physiques ou pour purifier un karma négatif.

### Mantras du Bouddha de médecine
Le mantra du bouddha de médecine est énoncé par le bouddha Shakyamuni dans le Soutra du mérite des vœux du Maître guérisseur, roi de la lumière de lapis-lazuli. Le voici, en sanskrit:

« Namo Bhagavate Bhaiṣajya-guru-vaiḍūrya-prabhā-rājāya Tathāgatāya Arhate Samyak-sambuddhāya. Tadyathā, om, bhaiṣajye bhaiṣajye Bhaiṣajya-samudgate svāhā »

Autre version du long mantra du Bouddha de médecine :

« oṃ namo bhagavate bhaiṣajyaguru vaiḍūryaprabharājāya tathāgatāya arhate samyaksambuddhāya tadyathā: oṃ bhaiṣajye bhaiṣajye mahābhaiṣajye bhaiṣajye rāja samudgate svāhā »

Voici la version courte du mantra du Bouddha de médecine, aussi appelé mantra du cœur du Bouddha de médecine, :
༅༅༎ ཏདྱཐཱ། ཨོཾ་བྷཻ་ཥ་ཛྱེ་བྷཻ་ཥ་ཛྱེ། མཧཱ་བྷཻ་ཥ་ཛྱེ [་བྷཻ་ཥ་ཛྱེ]། རཱ་ཛ་ས་མུདྒ་ཏེ་སྭཱཧཱ།

« (tadyathā) oṃ bhaiṣajye bhaiṣajye mahā bhaiṣajye rāja samudgate svāhā »

## Galerie

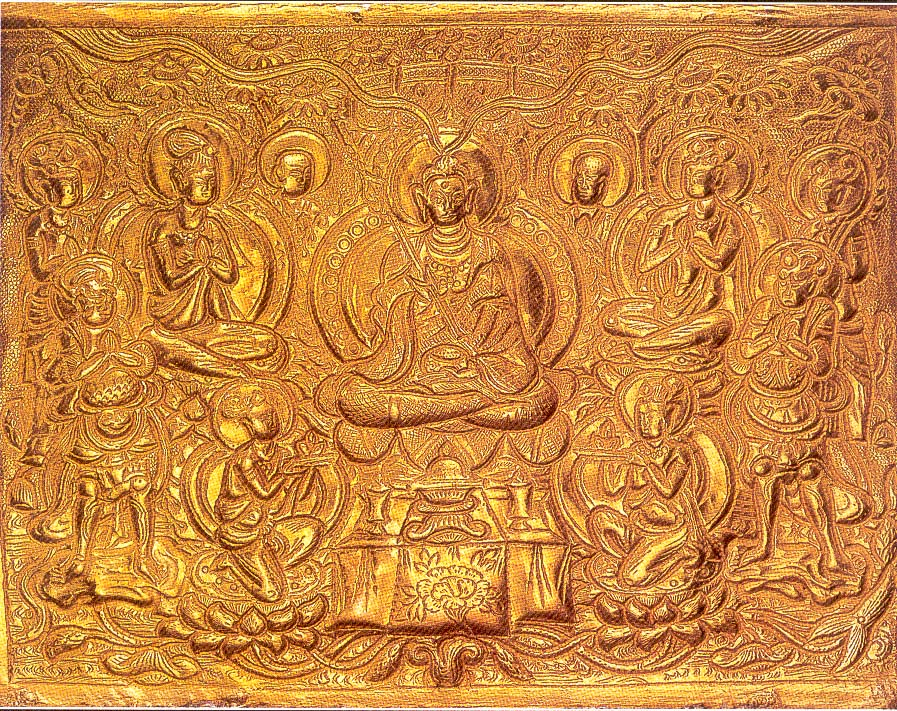
Yaoshifo au temple Famen (557 – 581).
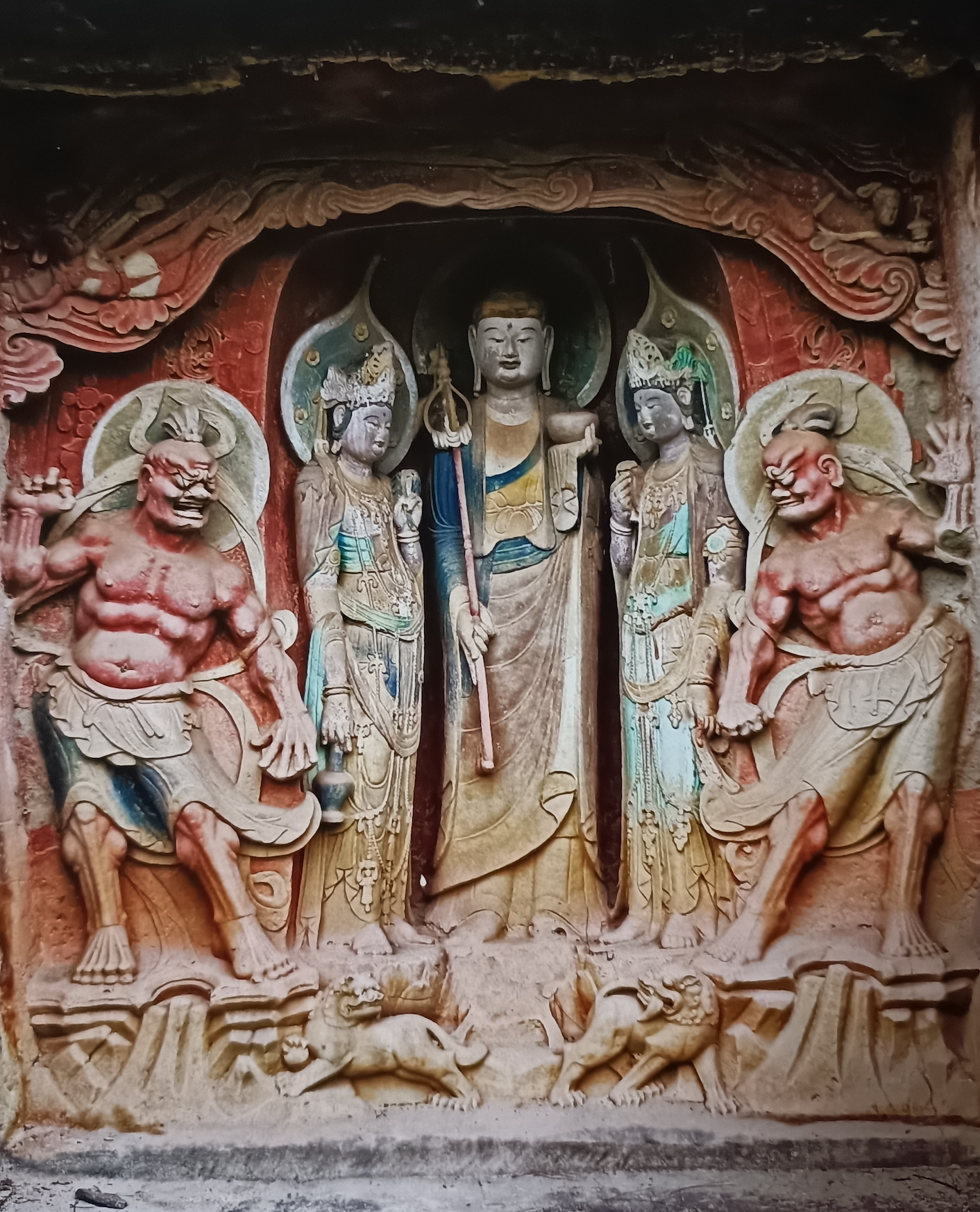
Bhaishajyaguru flanqué d'Avalokiteśvara, Mahasthamaprapta et deux Vajrapani. Grottes du temple de Shuining, Bazhong, Sichuan; VIIe – Xe siècle.
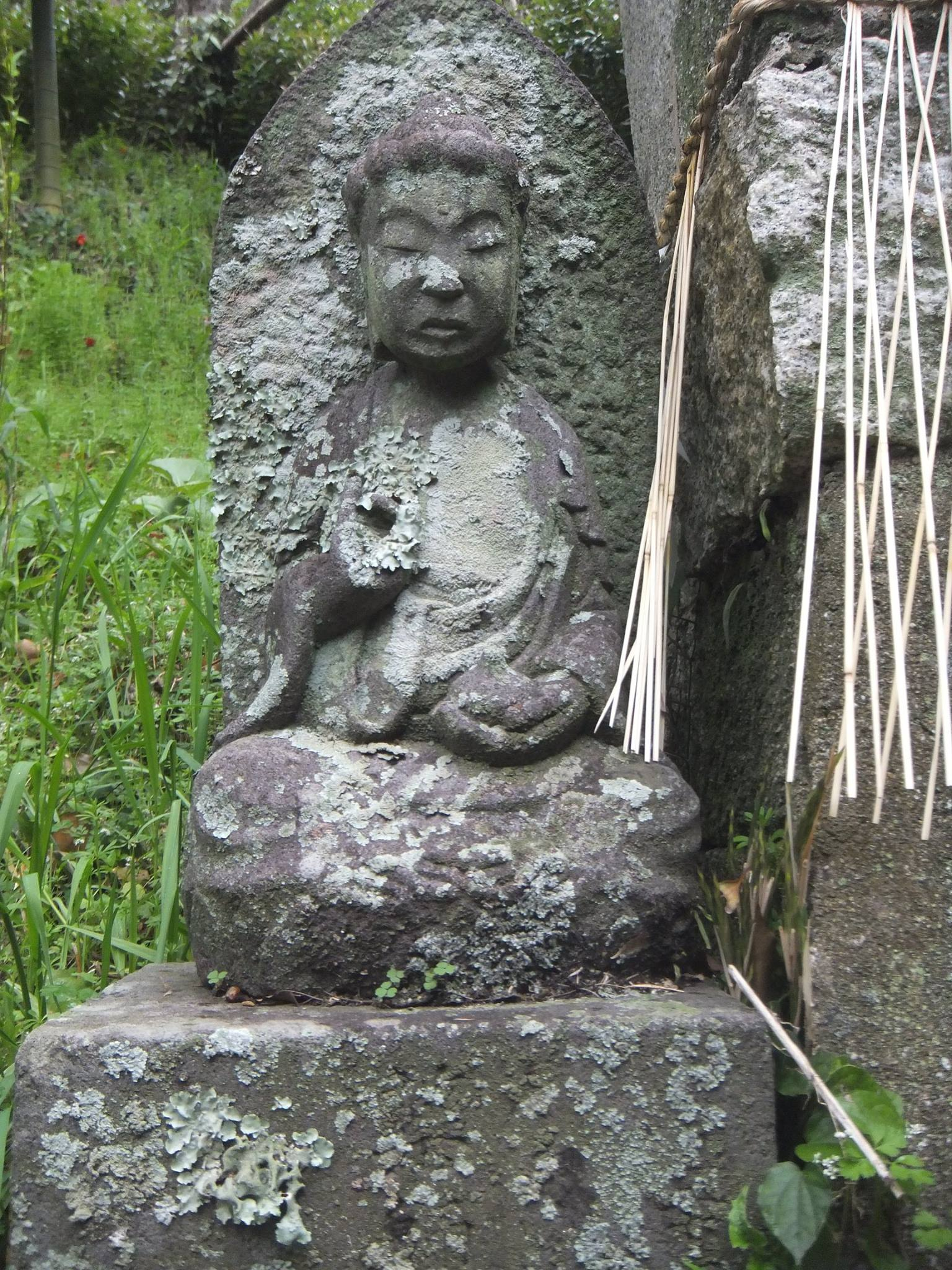
Yakushi-nyorai, au mont Imayama. Fukuoka, Japon.
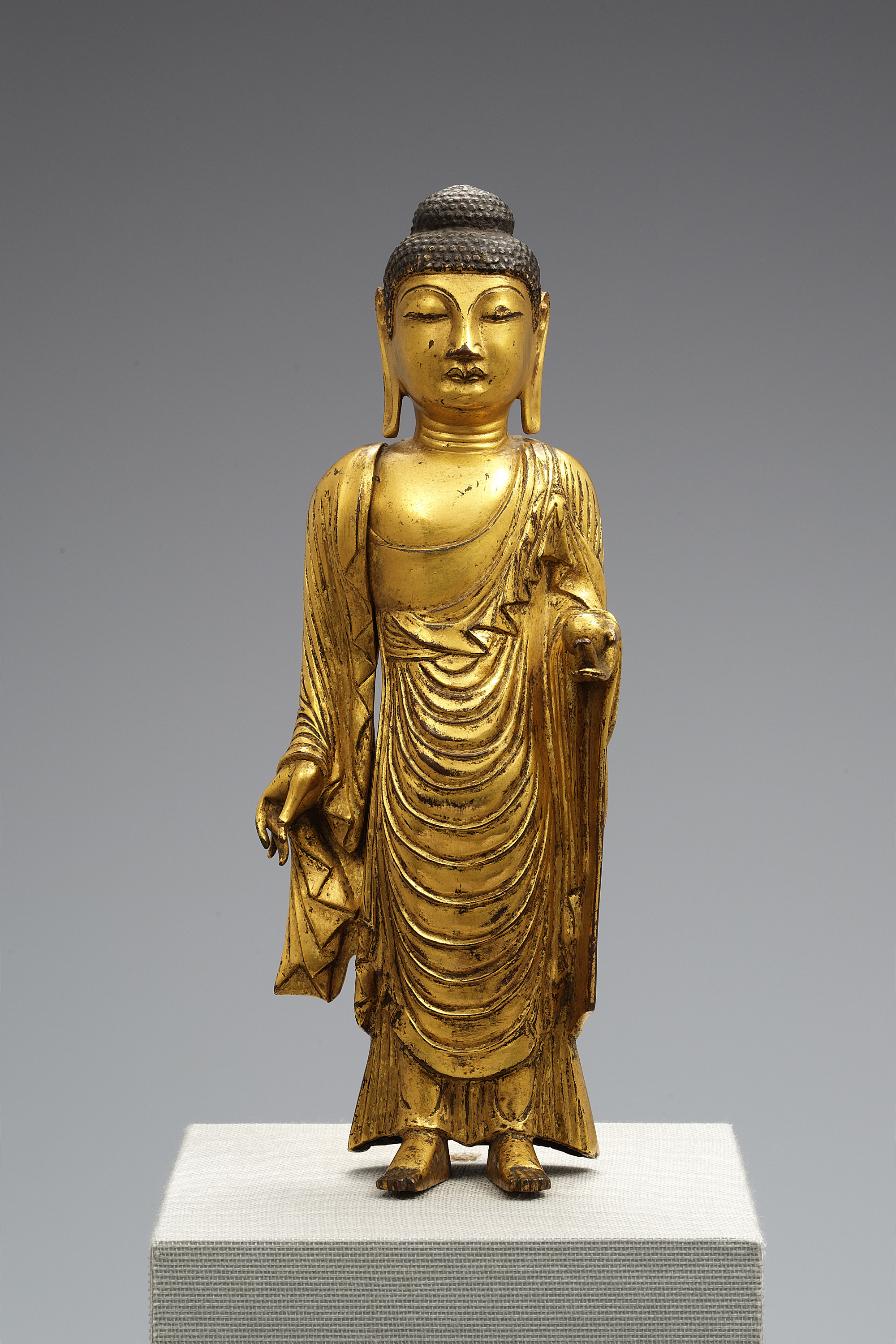
Statuette dorée de Bhaishajyaguru, Corée, VIIIe siècle, période Silla. H. 28 cm
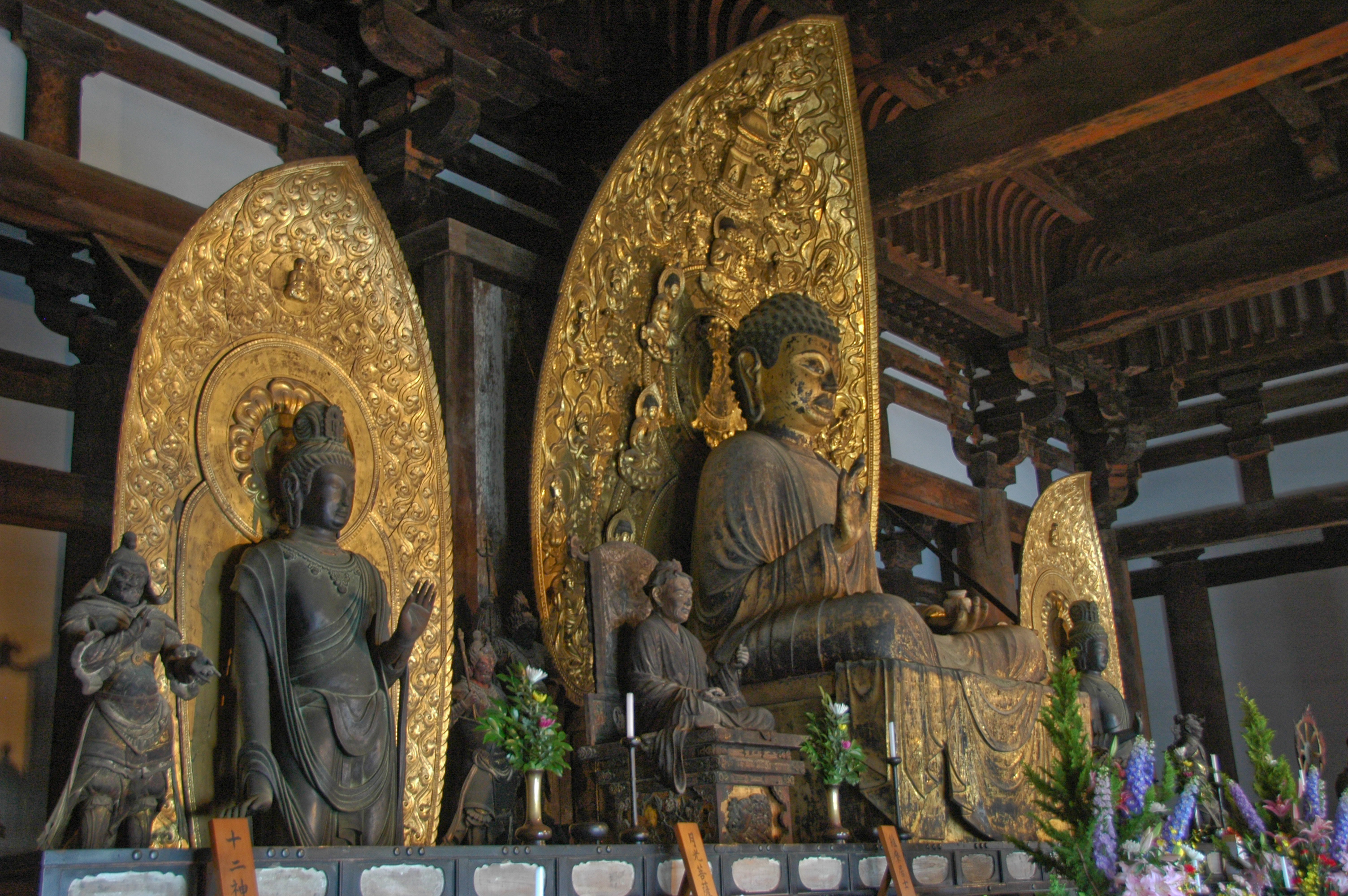
Triade du bouddha Yakushi, entouré de Suryaprabha et Candraprabha. La petite statue à la droite de Yakushi est Vimalakirti. Les autres petites statues représentent certains de Douze généraux.